# Trofeo Laigueglia 2023
De 60e editie van Trofeo Laigueglia vond plaats op 1 maart 2023. Deze editie werd gewonnen door Nans Peters. Zijn ploegmaat Andrea Vendrame eindigde als 2e. Alessandro Covi kwam als 3e over de finish.
De vorige editie werd gewonnen door Jan Polanc. 
Nans Peters won de wedstrijd aan de hand van een solo van 30 kilometer. Tevens is Peters de tweede Franse renner in de geschiedenis die deze race won. In 1998 won Pascal Chanteur als eerste Franse renner deze wedstrijd.
Vanwege de slechte weersomstandigheden hebben veel renners de race vroegtijdig moeten beëindigen. In totaal zijn er slechts 35 van de 135 renner gefinisht.
Er waren drie beklimmingen opgenomen in deze editie. De Cima Paravenna moest als eerst worden beklommen. De Testico volgde als tweede. De derde beklimming (Colla Micheri) was 4 keer aanwezig in deze editie.
De wedstrijd was onderdeel van de UCI ProSeries.

## Uitslag
| Plaats  | Naam                | Ploeg                    | tijd     |
| ------- | ------------------- | ------------------------ | -------- |
| Winnaar | Nans Peters         | AG2R-Citroën             | 5u08'28" |
| 2       | Andrea Vendrame     | AG2R-Citroën             | +46"     |
| 3       | Alessandro Covi     | UAE Team Emirates        | z.t.     |
| 4       | Lorenzo Rota        | Intermarché-Circus-Wanty | z.t.     |
| 5       | Clément Champoussin | Arkéa Samsic             | z.t.     |
| 6       | Romain Grégoire     | Groupama-FDJ             | z.t.     |
| 7       | Jefferson Cepeda    | EF Education-EasyPost    | +50"     |
| 8       | Benoît Cosnefroy    | AG2R-Citroën             | +1'33"   |
| 9       | Diego Ulissi        | UAE Team Emirates        | +1'46"   |
| 10      | Georg Zimmermann    | Intermarché-Circus-Wanty | +1'55"   |

1964 · 1965 · 1966 · 1967 · 1968 · 1969 · 1970 · 1971 · 1972 · 1973 · 1974 · 1975 · 1976 · 1977 · 1978 · 1979 · 1980 · 1981 · 1982 · 1983 · 1984 · 1985 · 1986 · 1987 · 1988 · 1989 · 1990 · 1991 · 1992 · 1993 · 1994 · 1995 · 1996 · 1997 · 1998 · 1999 · 2000 · 2001 · 2002 · 2003 · 2004 · 2005 · 2006 · 2007 · 2008 · 2009 · 2010 · 2011 · 2012 · 2013 · 2014 · 2015 · 2016 · 2017 · 2018 · 2019 · 2020 · 2021 · 2022 · 2023 · 2024 · 2025
Ronde van San Juan ·
Ronde van Valencia ·
Clásica de Almería ·
Ronde van Oman ·
Ronde van de Algarve ·
Ruta del Sol ·
Faun Ardèche Classic ·
La Drôme Classic ·
Kuurne-Brussel-Kuurne ·
Trofeo Laigueglia ·
Milaan-Turijn ·
Nokere Koerse ·
GP Denain ·
Bredene Koksijde Classic ·
GP Industria & Artigianato-Larciano ·
Grote Prijs Miguel Indurain ·
Scheldeprijs ·
Brabantse Pijl ·
Ronde van de Alpen ·
Grote Prijs van Plumelec ·
Tro Bro Léon ·
Ronde van Hongarije ·
Vierdaagse van Duinkerke ·
Boucles de la Mayenne ·
Ronde van Noorwegen ·
Brussels Cycling Classic ·
Dwars door het Hageland ·
Ster ZLM Tour ·
Ronde van België ·
Ronde van Slovenië ·
Ronde van het Qinghaimeer ·
Ronde van Wallonië ·
Ronde van Burgos ·
Ronde van Denemarken ·
Arctic Race of Norway ·
Ronde van Duitsland ·
Maryland Cycling Classic ·
Ronde van Groot-Brittannië ·
Grote Prijs van Fourmies ·
Grote Prijs van Wallonië ·
Coppa Sabatini ·
Super 8 Classic ·
Ronde van het Taihu-meer ·
Ronde van Luxemburg ·
Circuit Franco-Belge ·
Ronde van Langkawi ·
Ronde van Emilia ·
Coppa Bernocchi ·
Ronde van de Drie Valleien ·
Ronde van het Münsterland ·
Ronde van Piemonte ·
Ronde van Hainan ·
Parijs-Tours ·
Ronde van Veneto ·
Japan Cup ·
Veneto Classic